# Volker Grassmuck

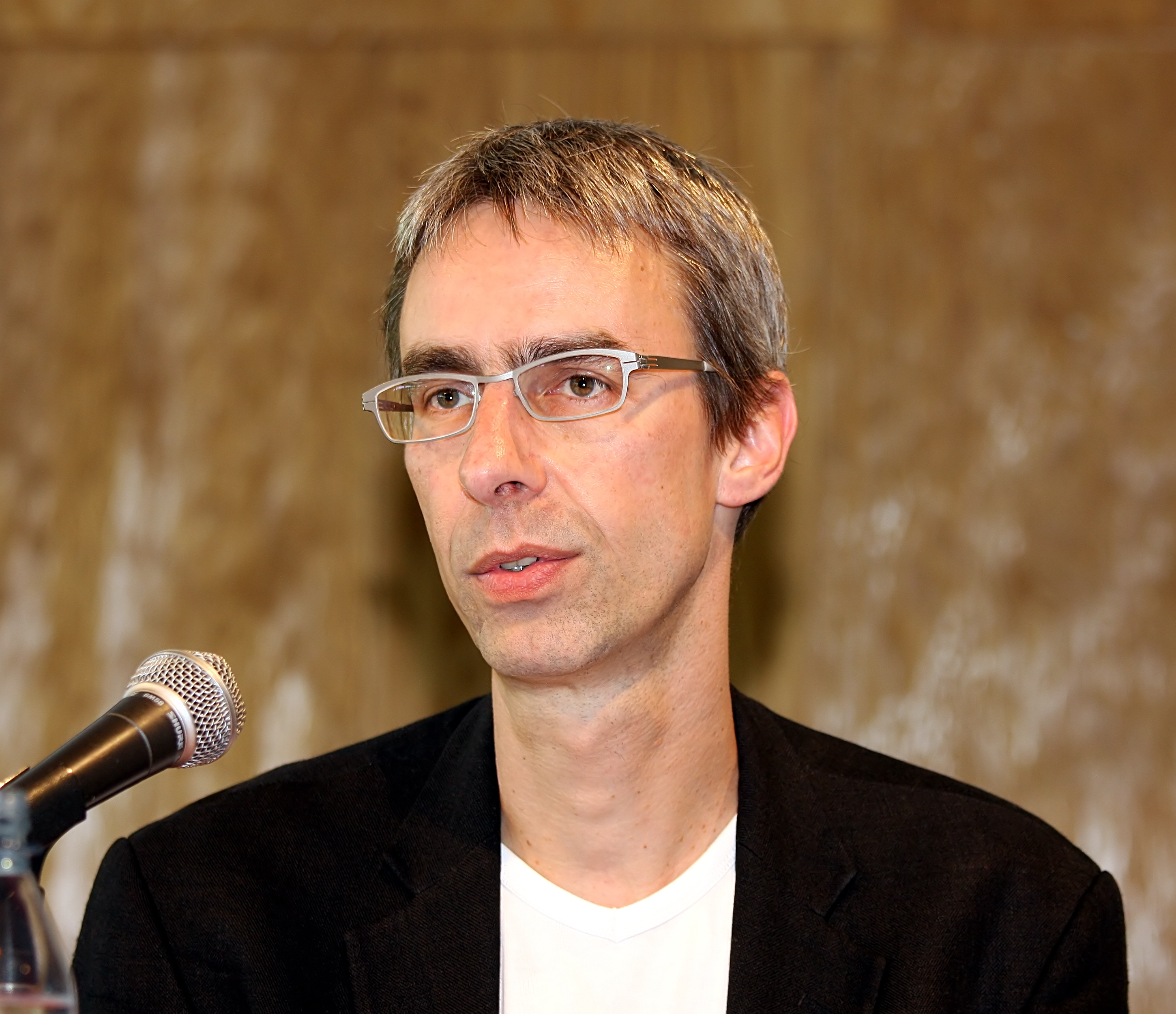
Volker Grassmuck (2009)

Volker Grassmuck (* 1961 in Hannover) ist ein deutscher Publizist und Mediensoziologe.

## Leben
Volker Grassmuck besuchte die Herschelschule in Hannover, wo er 1980 mit dem Abitur abschloss. Zwischenzeitlich besuchte er die Ridgewood High School in Ridgewood, New Jersey.
1981 nahm er ein Soziologiestudium an der Universität Groningen auf, 1982 wechselte er an die Freie Universität Berlin. Dort studierte er Soziologie, Publizistik, Informationswissenschaft und Psychologie.
In den 1980er-Jahren arbeitete Grassmuck neben dem Studium publizistisch: Von 1978 bis 1979 in der Lokalredaktion Hannover der taz, 1982 und 1984 als Redaktionsmitglied der autonomen Zeitschrift radikal. 1984 gründete er gemeinsam mit anderen die Zeitschrift V max – Zeitschrift auf der Überholspur sowie die JetSet Verlags GmbH und nahm im selben Jahr bei Radio 100 eine Tätigkeit auf. 1985 war er als Redakteur des Nachtflug tätig.
Grassmucks akademische Laufbahn begann 1987 mit der Beteiligung an dem Forschungsprojekt Metadisziplinäre Literaturanalyse – Spurensicherung der Wechselbeziehung von literarischen und technischen Medien in Kassel; im selben Jahr schloss er sein Studium mit einer Diplomarbeit zum Thema Vom Animismus zur Animation – Einlassungen und Auslassungen zur künstlichen Intelligenz bei Dietmar Kamper ab. Darauf begann er ein Zweitstudium der japanischen Sprache am OAS der FU Berlin.
Ab 1989 war er Gastforscher am Socio-Technological Research Department des RCAST an der Universität Tokio. Auch hier war er publizistisch tätig, so 1991 als Kolumnist für Konpyūta Kagaku (Informatik) in Shujunsha sowie als Video-Editor für ABC News. 1992 arbeitete er als Nachrichtensprecher bei Radio Japan, NHK und als freier Mitarbeiter für InterCommunication Magazin, NTT Shuppansha. Daneben betrieb er „Netzforschung“ am RACE der Universität Tokyo bei Kubota Akihiro.
1995 kehrte Grassmuck nach Berlin zurück, gründete 1998 mit anderen mikro e. V., ein Projekt zur Vernetzung Berliner Medienkulturen, und arbeitete an dem DFG-Forschungsprojekt Von der Ordnung des Wissens zur Wissensordnung digitaler Medien bei Wolfgang Coy am Lehrstuhl für Informatik in Bildung und Gesellschaft des Instituts für Informatik an der Humboldt-Universität zu Berlin mit.
1999 promovierte er bei Dietmar Kamper an der FU Berlin über die Mediengeschichte Japans mit dem Thema Geschlossene Gesellschaft. Mediale und diskursive Aspekte der ‚drei Öffnungen‘ Japans; 2000/2001 übernahm er eine Vertretungsprofessur für Medienkunst an der Hochschule für Grafik und Buchkunst in Leipzig.
Von Mai 2012 bis August 2015 leitete er das Projekt Grundversorgung 2.0 – Internet-TV für die neue Mediengeneration mit den Forschungsschwerpunkten Öffentlichkeit, Peer-Strukturen und Wissenstechnologien im Centre for Digital Cultures der Leuphana Universität Lüneburg.
Grassmuck organisierte die Konferenzreihe The Wizards of OS. Betriebssysteme der Systemgesellschaft und hält regelmäßig Vorträge bei den Kongressen des CCC; er beobachtet hier kritisch den Trend zur Privatisierung von öffentlichen Bildungs- und Forschungseinrichtungen und damit zu Schließungen im wissenschaftlichen Informationsaustausch und engagiert sich für neue Urheberrechtsformen wie die Wissensallmende und das GNU-Projekt.
Grassmuck gehört zu den Erstunterzeichnern der Petition Pro Netzneutralität, deren Ziel die Verhinderung der Aufhebung des im Internet bis dato herrschenden Gebotes der Netzneutralität ist. Demnach ist Netzneutralität elementar für die Demokratie, da sie einen freien Meinungsaustausch frei von staatlichen oder wirtschaftlichen Restriktionen garantiert.

## Schriften
- 2002: Freie Software. Zwischen Privat- und Gemeineigentum, Bundeszentrale für politische Bildung, Bonn, ISBN 3-89331-569-1
- 2002: Geschlossene Gesellschaft. Mediale und diskursive Aspekte der „drei Öffnungen“ Japans, Iudicium Verlag, München, ISBN 3-89129-655-X
- 2002: Wissenskommunismus und Wissenskapitalismus, in: Karsten Weber, Michael Nagenborg, Helmut F. Spinner (Hrsg.): Wissensarten, Wissensordnungen, Wissensregime. Beiträge zum Karlsruher Ansatz der integrierten Wissensforschung, Leske + Budrich, Opladen, S. 149–160
- 1999: Eine Lebensform der Zukunft? Der Otaku, in: Dirk Matejovski (Hrsg.): Neue, schöne Welt? Lebensformen der Informationsgesellschaft, Heitkamp Edition, Herne
- 1998: Die japanische Schrift und ihre Digitalisierung, in: Winfried Nöth, Karin Wenz (Hrsg.): Medientheorie und digitale Medien (Intervalle 2). Mit Beiträgen von Siegfried J. Schmidt, Winfried Nöth, Georg Christoph Tholen, Manfred Faßler, Rolf Lobeck, Lucia Santaella-Braga, Karin Wenz, Herbert A. Meyer und Volker Grassmuck. kassel university press, ISBN 3-933146-05-4
- 1991: Das Müll-System (mit Christian Unverzagt), edition suhrkamp, Frankfurt am Main, ISBN 3-518-11652-5
- 1988: Vom Animismus zur Animation. Anmerkungen zur Künstlichen Intelligenz, Sammlung Junius, Hamburg, ISBN 3-88506-404-9